# Edward Cullen
Edward Cullen (születési nevén Edward Anthony Masen) az Alkonyat-sorozat egyik főszereplője. A könyveket Stephenie Meyer amerikai írónő írta. Edward Bella Swan szerelme, későbbi férje, és állati véren élő („vegetáriánus”) vámpír.
Az Entertainment Weekly 2010-ben az elmúlt húsz év legnagyszerűbb szereplőinek 100-as listájába sorolta, az 53. helyen.

## Tulajdonságai
Magas, fakó bőrszínű, 17 éves. Haja színe bronz, szeme színe változik: ha nemrég vadászott, aranyszínű, ha dühös vagy szomjas, éjfekete. Mielőtt vámpírrá vált, zöld színűek voltak a szemei. Jóképű, erős és gyors. Az Alkonyatban elmagyarázza Bellának, hogy nem feltétlenül szükséges lélegeznie, de anélkül nem érezné a szagokat. Más vámpírokhoz hasonlóan nem alszik. A Cullen családban Edward a leggyorsabb, mégsem ez a legfontosabb képessége: képes olvasni mások gondolataiban – kivéve Belláéban.
Edward szeret zongorázni, emellett nagyon kifinomult és széles a zenei ízlése. Az Alkonyatban említi, hogy az '50-es évek zenéjét jobban szereti, mint a '60-as évekét, a '70-es évekét pedig kifejezetten nem kedveli. Másik szenvedélye az autógyűjtés. Van egy Volvo c30-a és egy Aston Martin V12 Vanquish-e. A Napfogyatkozásban testvérének, Alice-nek pedig egy Porsche 911 Turbót ajándékoz.

## Élete
|  | Alább a cselekmény részletei következnek! |

### Alkonyat
Edward az Alkonyat c. regényben találkozik először Bella Swannal, egy halandó lánnyal, akinek nem tud olvasni a gondolataiban, és akinek az illata hihetetlenül vonzza. Küzd, hogy felülkerekedjen az érdeklődésén és vonzalmán, de miután számos alkalommal megmenti a lány életét, feladja a küzdelmet. Bella rádöbben, hogy Edward vámpír, a fiú pedig elmeséli neki, hogy habár 17-nek néz ki, igazából több mint 100 éves. Carlisle, a nevelőapja változtatta át 1918-ban, így akadályozva meg, hogy spanyolnáthában meghaljon. Carlisle-tól vette át a szokatlan életfilozófiát, ami merőben különbözött más vámpírokétól, miszerint csak állati vérrel táplálkoznak. Edward állandóan figyelmezteti Bellát, hogy túl veszélyes, ha együtt vannak, de a lány szerelmes és teljesen bízik benne, hogy Edward képes magát féken tartani. Így kerül Bella életveszélybe, mivel egy Cullenékkel játszott baseballmeccs során idegen vámpírok bukkannak fel, amelyek közül a nyomkövető képességű James, a lány vérére szomjazik. A családja segítségével Edward megmenti Bellát és végeznek Jamesszel, de továbbra is az marad a fő kérdés, hogy mennyire biztonságos Bellának Cullenék mellett.

### Újhold
Az Újholdban Edward egyre jobban félti Bellát. A lány születésnapi ünnepségén Bella megvágja az ujját, és Jasper, akinek a legnehezebben megy a vegetáriánus lét, megtámadja. Hogy megvédje, egy hirtelen és átgondolatlan ötlettől vezérelve, elhiteti Bellával, hogy már nem szereti és tovább költözik a családjával, hátrahagyva az összetört szívű Bellát. Edwardnak nehezen megy az élet Bella nélkül, sokszor lesz letargikus a számára hihetetlenül hosszúnak és értelmetlennek tűnő élet kilátásától. Miután Rosalie tévesen arról értesíti, hogy Bella öngyilkos lett, Edward elutazik Olaszországba egy vámpírtársasághoz, az ún. Volturihoz, akik rendőrként ügyelnek a vámpírok társadalmában az egyetlen szabály (az emberek nem tudhatnak a vámpírok létéről) betartására. Megkéri őket, hogy öljék meg. Miután kiderül, hogy az információ téves volt, Alice visszamegy Forksba Belláért, hogy együtt állítsák meg Edwardot. Még időben utolérik őt, ám a Volturi Bella életét követeli. Alice menti meg a helyzetet azzal, hogy elárulja: látta Bella vámpírrá válását a látomásaiban, így a Volturi elengedi őket azzal a feltétellel, hogy hatályos időn belül át kell változtatniuk Bellát. A hazaúton mondja meg Edward Bellának az igazat: hogy mindig is szerette és csak a biztonságáért tette, amit tett. Bella sikeresen rábeszéli Cullenéket, hogy szavazzanak a sorsa felől. Edward és Rosalie kivételével mindenki az átváltoztatása mellett szavaz. Edward később beleegyezik azzal a feltétellel, hogy átváltoztatja Bellát, de előbb a lánynak hozzá kell mennie feleségül.

### Napfogyatkozás
Bella azzal a feltétellel fogadja el Edward házassági ajánlatát, hogy míg ő halandó, együtt töltenek egy éjszakát, természetesen csak az esküvő után. Edward megérti, hogy mennyire fontos ez Bellának és beleegyezik. Közben Cullenék nyomokra bukkannak, amik elvezetik őket Victoriához. A nő új vámpírokat teremt, hogy sereget hozzon létre belőlük, mivel feltett szándéka, hogy megbosszulja James halálát és megölje Bellát. Cullenék megújítják a szövetséget a vérfarkasokkal a közelgő veszély miatt. Bár Bella aggódik, hogy tartós lesz-e a béke, mivel rájön, hogy Jacobnak, aki akkor is mellette volt mikor Edward elhagyta, sokkal többet jelent, mint egy barát. Végül is Edward megöli Victoriát, és ha bár nehezen is, de elfogadja, hogy Bella és Jacob barátok. A harc után tudatosul ismét Bellában, hogy Edward az életében a legfontosabb.

### Hajnalhasadás
Edward és Bella összeházasodnak. A nászútjukat egy kis szigeten, Esme szigetén töltik, amit Edward vámpír nevelőanyja, Esme kapott ajándékba férjétől, Carlisle-tól. A mézesheteiken esik Bella teherbe, a hihetetlen gyorsasággal növekvő fél-ember, fél-vámpír magzat azonban teljesen legyengíti a lány szervezetét. Edward megpróbálja abortuszra rávenni, hogy mentse az életét. Bella azonban hajthatatlan, mert nagyon ragaszkodik még meg nem született gyermekéhez, és kitart a szülés mellett. Edward akkor enyhül meg, mikor meghallja a gyermek gondolatait, és rájön, hogy a baba egyáltalán nem akar ártani Bellának. Bella a szülés miatt a halálán van, de Edward a kislányukat is sikeresen megmenti, és beadja Bellának saját vámpírmérgét, ami után elkezdődik a lány fájdalmas átalakulása. Miután egy Irina nevű vámpír tévesen azt hiszi kislányukról, Renesmeeről, hogy vámpírgyerek, a Volturik megérkeznek, hogy végezzenek vele és Cullenékkel is, mivel gyermekeket tilos vámpírrá változtatni. Bella és Edward a családjuk segítségével bebizonyítják, hogy Renesmee senkire nem jelent veszélyt.

## Filmbeli megformálása

### Szereplőválogatás
Az Alkonyat szereplőválogatásának megkezdése előtt Stephenie Meyer úgy nyilatkozott, hogy az egyetlen színész, akit el tud képzelni a „vitathatatlanul legnehezebb szerepre”, az Henry Cavill. Amikor a Summit Entertainment 2007-ben megvásárolta a jogokat, Meyer úgy vélte, „elveszti a tökéletes Edwardot”, mivel Cavill akkor már 24 éves volt. Az írónő weboldalán közzétették a négy, rajongók által leginkább ajánlott színész nevét: Hayden Christensen, Robert Pattinson, Orlando Bloom és Gerard Way voltak azok. 2007. december 11-én a Summit bejelentette, hogy Pattinson kapta meg a szerepet. Erik Feig, a cég produkciós igazgatója szerint mindig nehéz egy olyan szerepre színészt választani, akiről élénk képet alkot magának az olvasó, de komolyan vették a feladatot és biztosak voltak benne, hogy Pattinson lesz Bella tökéletes Edwardja. Meyer úgy nyilatkozott, elégedett a választással, mert „nagyon kevés színész van, aki egyszerre képes veszélyesnek és gyönyörűnek látszani, és még kevesebb, akit el tudok képzelni Edwardként. Robert Pattinson fantasztikus lesz a szerepben.”
Catherine Hardwicke több ezer jelentkező közül választotta Pattinsont a szerepre. Legelőször nem volt túl elégedett a színész fotójával, de a Bellát alakító Kristen Stewarttal eljátszott próbajelenet meggyőzte: „Szinte elektromosság vibrált köztük. A szoba összement, az ég feltárult, és úgy éreztem, ó igen, ez így jó lesz.” Pattinson elismerte, hogy soha korábban nem olvasta az Alkonyat-könyveket és fogalma sem volt arról, milyen szerepre vállalkozott, de kellett neki a munka és annyira jól ment a válogatójelenet Kristen Stewarttal, hogy utána már nagyon akarta a szerepet. A rajongók először nem örültek a választásnak, petíciókat írtak alá, hogy cseréljék le a színészt és levelek százait kapta, amiben azt írták, nem lesz képes a tökéletes Edward megformálására.

### A szerep kialakítása
Stephenie Meyer egy 2008 áprilisában tett helyszínlátogatás alkalmával azt nyilatkozta, Pattinson és Stewart között olyan elképesztő vonzalom alakult ki, hogy „akár ájulást is okozhat”. Az írónő befejezetlen Midnight Sun című regényének egy korai változatát adta oda Pattinsonnak, mert ebben Edward szemszögéből írta le a cselekményt. A szerepre készülve Pattinson elvonult a külvilágtól és Edward nevében naplóbejegyzéseket írt magának.
A filmben Edward dalt ír Bellának, amit zongorán játszik el neki. Hardwicke megkérte Pattinsont, írjon egy dalt a filmhez: „mert annyira jó lenne, ha Rob dala lenne [amit Edward eljátszik]. [Rob] csodálatos zenész, nagyon kreatív lélek, nagyon hasonlít Edwardra. Érdekes dolgokat olvas, érdekes filmeket néz meg, nagyon introspektív, aki kutatja létének értelmét.” Meyer beleegyezett, mondván, hogy még több misztikumot adna a filmhez, ha Pattinson írná a dalt. Bár a filmben Pattinson két dala is hallható, az ominózus altatódalt végül Carter Burwell komponálta.
2008 áprilisában Hardwicke a következőket nyilatkozta Pattinsonról:
Ami igazán csodálatos benne, hogy valóban túlviláginak tetszik. Úgy értem, nem tűnik hétköznapi pasasnak. És mikor a könyvet olvassa az ember, azt gondolja, mégis ki képes ennek a leírásnak megfelelni? De azt hiszem, ő képes. Az arca pont olyan cizellált, ami pont olyan képet ad, mint a könyvbéli leírás. Amikor az ember a leírást olvassa, a szépen rajzolt arccsontról és arcról, akkor az jut eszébe, hogy 'hűha, mintha csak [Stephenie Meyer] Robról mintázta volna'.
Pattinson elismerte, hogy a karakter megformálásakor hatott rá a Haragban a világgal című James Dean-film: „azt hiszem, ami igazán érdekes volt számomra, hogy [Edward] bár a történet hőse, erőszakosan ellenkezik az ellen, hogy ő legyen a hős. Mintha minden esetben, még akkor is, amikor tényleg hősi dolgokat művel, úgy vélné, hogy ő a legnevetségesebb módon önző, ördögi teremtmény. Nem akarja elfogadni, hogy Bella szereti őt, de képtelen ellenállni, szüksége van rá, nagyjából erre épül a történet.” A Comic-Con 2008-as júliusi találkozóján Pattinson azt nyilatkozta, hogy bizarr számára az Alkonyat-élmény, mert „nagyjából tudni lehet, hogy az egész a könyvről szól. Annyi megrögzött, megrögzötten hűséges rajongója van a regénynek. Furcsa, mert az emberek azonnal a karakterrel vonnak össze, és nem a színészt látják bennem.”
A filmekben a brit születésű Pattinson amerikai akcentussal beszél, amit nem tanult, és amire nem is készült, mert saját bevallása szerint „amerikai filmeket nézve” nőtt fel.